# Sōta Fukushi
Sōta Fukushi (福士 蒼 汰?, Fukushi Sōta; Tokyo, 30 maggio 1993) è un attore giapponese.
È salito alla ribalta delle scene grazie all'interpretazione del ruolo di Gentaro Kisaragi nella serie Kamen Rider, e da allora ha recitato in numerosi dorama e programmi televisivi giapponesi come Koinaka (2015) e My Lover's Secret (2017), oltre che nel film live action dedicato a Strobe Edge (2015) e Boku wa asu, kinō no kimi to dēto suru (2016).

## Filmografia

### Cinema
- Kamen raidâ x Kamen raidâ Fôze & Ôzu Movie taisen Mega Max, regia di Koichi Sakamoto (2011)
- Kamen Raidâ × Supâ Sentai: Supâ Hîrô Taisen, regia di Osamu Kaneda (2012)
- Kamen Raidâ Fôze the Movie: Min'nade uchû kitâ!, regia di Koichi Sakamoto (2012)
- Boku ga shokei sareru mirai, regia di Kazuya Konaka (2012)
- Kamen raidâ × Kamen raidâ Wizâdo & Fôze: Movie taisen arutimeitamu, regia di Koichi Sakamoto (2012)
- Toshokan sensô, regia di Shinsuke Sato (2013)
- Enoshima purizumu, regia di Yasuhiro Yoshida (2013)
- Sukitte iinayo., regia di Asako Hyuga (2014)
- As the Gods Will (Kamisama no iu tôri), regia di Takashi Miike (2014)
- In za hîrô, regia di Masaharu Take (2014)
- Sutorobo ejji, regia di Ryūichi Hiroki (2015)
- Toshokan sensô: The Last Mission, regia di Shinsuke Sato (2015)
- Boku wa asu, kinou no kimi to dêto suru, regia di Takahiro Miki (2016)
- L'immortale (Mugen no jûnin), regia di Takashi Miike (2017)
- Chotto imakara shigoto yametekuru, regia di Izuru Narushima (2017)
- Kamen Raidâ Heisei Jenerêshonzu Fainaru: Birudo ando Eguzeido wizu Rejendo Raidâ, regia di Kazuya Kamihoriuchi (2017)
- Donten ni warau, regia di Katsuyuki Motohiro (2018)
- Laplace no majo (Rapurasu no majo), regia di Takashi Miike (2018)
- Bleach (Bleach: Burîchu), regia di Shinsuke Sato (2018)
- Tabineko ripôto, regia di Kôichirô Miki (2018)
- The Fable, regia di Kan Eguchi (2019)
- Kaiji: Fainaru gêmu, regia di Tôya Satô (2020)

### Televisione
- Misaki nanbâ wan!! – serie TV, 10 episodi (2011)[4]
- Shima shima – serie TV, episodi 1x1 (2011)[5]
- Umareru – serie TV, 7 episodi (2011)[6]
- Kamen Raidâ × Supâ Sentai Supâ Hîrô Taihen: Hannin wa Dare da?! – miniserie TV, episodi 1x1 (2012)
- Kamen Raida Foze × Kureyon Shinchan – miniserie TV (2012)
- Kamen raidâ Fôze – serie TV, 48 episodi (2011-2012)[7]
- Star Man: kono hoshi no koi – miniserie TV, 10 episodi (2013)[8]
- Amachan – serie TV, 156 episodi (2013)[9]
- Umi no ue no shinryôjo – miniserie TV, 11 episodi (2013)[10]
- Trick shinsaku special 3, regia di Yukihiko Tsutsumi - film TV (2014)[11]
- Yowakutemo Katemasu (Yowakutemo katemasu: Aoshi-sensei to heppoko kôkôkyûji no yabô) – miniserie TV, 11 episodi (2014)[12]
- Kyô wa Kaisha Yasumimasu – miniserie TV, 10 episodi (2014)[13]
- Kuroha: Kisô no Josei sôsakan, regia di Manabu Asô - filom TV (2015)
- Koinaka – miniserie TV, 9 episodi (2015)[14]
- Toshokan sensô: Book of Memories, regia di Shinsuke Sato - film TV (2015)
- Omukae desu – miniserie TV, 9 episodi (2016)[15]
- Montage: 3-okuen Jiken Kitan – serie TV (2016)
- Aishitetatte, himitsu wa aru – miniserie TV, 10 episodi (2017)
- Heaven? Good Food Restaurant – serie TV, 10 episodi (2019)
- Marigold in 4minutes – serie TV, 10 episodi (2019)
- Diver – serie TV, 5 episodi (2020)

## Libri fotografici
- (JA) After Chicken Rice Go To Merlion: Sōta Fukushi's First Photobook, Tokyo News Service, 30 maggio 2012, ISBN 978-4-86336-234-5.[16]
- (JA) Men's Photore Vol.2 Sōta Fukushi, Tokyo News Service, 22 agosto 2012, ISBN 978-4-86336-262-8.
- (JA) Blue, Wani Books, 20 settembre 2013, ISBN 978-4-8470-4571-4.[17]
- (JA) Fukushi Sōta no "Hajimete no ◯◯, Shufunotomo, 5 giugno 2015, ISBN 978-4-07-412346-9.[18]

## Riconoscimenti
- Elan d'or Award – Nuovo attore dell'anno, 2014[19].
- 38° Awards of the Japanese Academy – Nuovo attore dell'anno[20]